# Nguyễn Cảnh Kiên
Nguyễn Cảnh Kiên (阮景健 21 tháng 8 1553 - 4 tháng 8 1619) là một vị tướng thời Lê trung hưng trong lịch sử Việt Nam, làm quan tới chức Tả Đô đốc Thượng tướng quân Đô đốc phủ, Thái y viên chưởng viện sự, kiêm Tế sinh đường sứ, tước Thư Quận công, hàm Thiếu Phó. Về sau được gia phong là Tả Tư Không, Mặc tướng hồng đồ, hàm Thái Bảo. Ông người xã Ngọc Sơn, huyện Thanh Chương, tỉnh Nghệ An.

## Xuất thân
Ông là đời thứ 7 xuất thân trong gia đình tướng lĩnh. Ông nội là Phúc Khánh quận công Nguyễn Cảnh Huy. Cha là Thượng thư Bộ Binh, Thái phó, Tấn quốc công Nguyễn Cảnh Hoan. Mẹ là người họ Nguyễn, con gái của Phấn Vũ hầu ở xã Đỗ Liêu, huyện Thiên Lộc (nay là Can Lộc, Hà Tĩnh).
Nguyên tổ của ông là Nguyễn Cảnh Lữ người làng Thiên Lý huyện Đông Triều tỉnh Quảng Ninh, do loạn lạc cuối đời nhà Hồ nên di chuyển vào Nghệ An. Cảnh Lữ sinh Cảnh Luật, Cảnh Luật sinh Cảnh Cảnh, Cảnh Cảnh sinh Cảnh Huy, Cảnh Huy sinh Cảnh Hoan, Cảnh Hoan sinh Cảnh Kiên.
Đời ông nội ông là Cảnh Huy theo Nguyễn Kim trung hưng nhà Lê và được trọng dụng. Từ đó anh em con cháu nhà ông nối tiếp đều là những võ tướng nổi danh thời Hậu Lê.

## Phù Lê diệt Mạc
Tháng 6 năm 1527, Mạc Đăng Dung giết chết vua Lê Cung Hoàng và cướp ngôi lập ra vương triều Mạc. Cựu thần nhà Lê là An Thành hầu Nguyễn Kim không chịu thần phục nhà Mạc chạy lên Sầm Châu chiêu nạp hào kiệt và đưa Lê Duy Ninh lên ngôi vua, là Lê Trang Tông (1533-1548) mở đầu cho thời kì Trung Hưng nhà Lê.
Năm 1536 Cảnh Huy và Cảnh Hoan đem thuộc hạ lên Sầm Châu theo Lê Trang Tông.

### Phòng thủ Hoan Ái
Xuất thân trong gia đình tướng lĩnh, ông được thừa hưởng sự giáo dục của gia đình về nghiệp binh. Thời trẻ ông theo gia phụ Nguyễn Cảnh Hoan chinh chiến, tham gia nhiều trận đánh chống quân Mạc, ghi được nhiều công lao nên được phong là Nham Lĩnh hầu.
Tháng 8 năm 1576, cha ông là Nguyễn Cảnh Hoan rơi vào tay quân Mạc. Cảnh Kiên được điều về hoạt động dưới quyền điều khiển của Dương Quận công Nguyễn Hữu Liêu.
Tháng 8/1576 quân Mạc do Khiêm vương Kính Điển và Thạch Quận công Nguyễn Quyện tiến đánh Thanh Hóa. Nguyễn Quyện tiến quân vào sông Đồng Cổ. Nghe tin quân Mạc tới Trịnh Tùng cùng Đại tướng Hoàng Đình Ái, Nguyễn Hữu Liêu đem quân chặn đánh phá được quân Mạc. Sau đó quân Mạc tiến đến Hà Đô, Nguyễn Quyện phục binh ở ngoài đê sai Hoằng Quận công Lại Thế Mỹ khiêu chiến, Trịnh Tùng sai Thái úy Dương quận công Nguyễn Hữu Liêu nghênh địch. Dương quận công cho sắp sửa khí giới và sai thuộc tướng là Nguyễn Cảnh Kiên làm tiên phong. Cảnh Kiên bày trận "nhạn" rồi hô quân xung phong. Lại Thế Mỹ phóng ngựa, chĩa giáo xông lên chỉ tay bảo rằng:
Cảnh Kiên! Cha ngươi tài trí như thế mà còn bị bắt. Nay ngươi là thằng con nít, dám chống lại quân nhà vua[Mạc] hay sao? Hãy mau đầu hàng quy thuận hoàng triều[nhà Mạc] thì cha con người đều được an toàn.

Cảnh Kiên ngồi trên lưng voi lớn tiếng mắng rằng:
Đồ phản tặc bội chúa hàng giặc, nay lại tới đây định nộp đầu hay sao?

Thế Mỹ tức giận, thúc ngựa vượt hàng quân tiến lên. Quân tiên phong của Cảnh Kiên là Trọng Giang Hầu trông thấy Thế Mỹ nạp đạn vào súng bắn một phát, Thế Mỹ trung đạn rơi xuống đất chết tươi. Quân Bắc xua nhau chay. Nguyễn Quyện cho quân tới ứng cứu, Cảnh Kiên thấy Nguyễn Quyện nổi cơn thịnh nộ ra lệnh cho quân lính xông tới hét lớn:
Nhanh lên liều chết bắt sống cho được Thạch Quyện

Nguyễn Quyện trông thấy sát khí đằng đằng liền rút chạy, Cảnh Kiên cho quân đuổi theo hơn mười dặm mới thôi. Với chiến công này Nguyễn Cảnh Kiên được thưởng kim bài, gia phong làm: Cẩm y vệ sự, Tín Quận công.
Ngày 16 tháng 9 năm 1576, cha ông là Nguyễn Cảnh Hoan không chịu quy phục nhà Mạc nên bị giết chết.
Năm 1583 quân Lê hành quân đến Kinh Dự. Trịnh Tùng sai Dương Quận công và thuộc tướng Nguyễn Cảnh Kiên làm cầu phao bí mật qua sông rồi bày quân mai phục, vờ rút lui, quân Mạc rơi vào ổ phục kích thua bỏ chạy, đua nhau trốn về kinh ấp.

### Bắc phạt Thăng Long
Tháng 12 năm 1591, quân Lê-Trịnh tập trung binh mã theo đường núi ra Sơn Tây tập kích Thăng Long. Quân Mạc cho rằng biên ải đã yên tĩnh, sau nghe cấp báo quân Thanh Hoa xâm lấn, thanh thế chấn động, bèn xuông chiếu điều binh mã bốn trấn, bốn vệ, năm phủ. Chỉnh đốn xong nhà Mạc bèn cho quân khiêu chiến. Tiên phong của quân Nam là Dương Quận công cho quân bày trận, sai thuộc tướng là Cảnh Kiên dẫn quân tinh nhuệ tiến lên. Cảnh Kiên kịch chiến với quân Mạc ngay giữa trận tiền, giết được hai tướng giặc là Khuông Định Công và Tân Quận công. Quân Mạc dần lùi bước. Quân Nam tiếp tuc truy đuổi, quân Mạc mất tinh thần cờ quạt nghiêng ngả, hàng ngũ rối loạn, đến cửa sông Hát vua Mạc là Hồng Ninh sang sông tẩu thoát. Đến nửa đêm 30 tết Dương quận công Nguyễn Hữu Liêu tiến công đến chân thành Thăng Long cho bắn liền bảy phát súng rồi cho đốt nhà cửa dưới chân thành, lửa cháy rực trời, kinh thành náo động. Hồng Ninh sai gói gém vàng bạc của cải tụ tập ở cửa quân chờ trời sáng để chạy trốn.
Sau Tết Nguyên Đán, quân Lê-Trịnh tiếp tục tấn công dồn dập. Ngày 6/1/1592, Trịnh Tùng đốc quân qua sông Tô Lịch đến cầu Nhân Mục xứ Xạ Đôi thì đóng quân lại rồi chia đường cùng tiến, hẹn trong ngày phải nhổ được thành Thăng Long. Nguyễn Quyện dẫn quân Mạc mai phục ngoài cửa cầu Dền. Trịnh Tùng bắn ba phát pháo hiệu, các tướng theo lệnh cùng tiến. Thái phó Dương quận công Nguyễn Hữu Liêu sai Nguyễn Cảnh Kiên làm tiên phong. Cảnh Kiên xông lên đến cầu Dừa đặt súng lớn trên đường cái bắn mở cửa đột phá để tấn công quân Mạc. Tướng Mạc là Bùi Văn Khê và Trần Bách Niên thấy sức không thể địch nổi để quân lính mạnh ai nấy chạy, thấy vậy Mạc Ngọc Liễn sợ hãi tìm đường lẩn trốn, cung điện bị đốt phá, phố xá kinh thành khói lửa mù trời. Trịnh Tùng đốc tướng sĩ triệt phá cầu Dền, quân mai phục của Nguyễn Quyện trở tay không kịp bị chết sạch, Nguyễn Quyện cùng hai con là Bảo Trung và Nghĩa Trạch chạy về doanh trại rồi bị bắt. Vua Mạc bỏ chạy về trấn thủ Hà Bắc. Quân Lê-Trịnh đại thắng. Vua sai triều đình luận công khen thưởng, Tín quận công Nguyễn Cảnh Kiên được thăng làm Đô đốc thiêm sự.
Tháng 4/1593 vua Lê trở về kinh thành Thăng Long và tiến hành ban thưởng cho các tướng lĩnh. Tín Quận công Nguyễn Cảnh Kiên được gia phong Đô đốc Đồng tri. Sau đó công lao ngày một nhiều được tiến phong là Hiệp mưu công thần, Đặc tiến Phụ quốc Thượng tướng quân Đô đốc phủ Tả Đô đốc, rồi thăng lên là Dương võ uy dũng công thần Nam quân Đô đốc phủ Tả Đô đốc.
Ông tuy theo đuổi việc quân nhưng vẫn để tâm đến nghề thuốc của tổ tiên. Phàm những bệnh đặc biệt, không bệnh nào là không chữa được, trên từ công thần, dưới đến dân chúng đều đến nhà ông xin thuốc, ngựa xe đầy cổng. Vua chúa càng ngày càng quý tài năng của ông, gia phong cho ông là Hiệp mưu Dương võ uy dũng công thần, Đặc tiến Phụ quốc Thượng tướng quân Nam quân phủ Tả Đô đốc, tri Thái y viên chưởng viện sự, kiêm Tế sinh đường sứ, Thư quận công. Người đến nhà lấy thuốc thường gọi ông là "Thầy Thư".
Năm 1601, Trịnh Tùng ra lệnh Đông chinh truy quét tàn dư họ Mạc. Nhà Mạc sai Nam Quận Công và Nga Quận công đem quân nghênh chiến, địch không nổi phải tháo chạy. Cảnh Kiên cùng hai con là Cảnh Hải và Cảnh Hà hợp đồng tác chiến truy kích đến thôn Cổ Lệnh Thượng, xã Cổ Lệnh phóng hỏa đốt hết thuyền quân Mạc. Nam Quận công thế cùng cứa cổ nhảy sông tự vẫn. Thừa thắng giết luôn cả Nga Quận công, bắt sống Tào Quận công và Vị quận công nhà Mạc.
Tháng 03 năm 1601, Mạc Kiền Thống chiếm cứ Hải Dương. Quân Lê sai Hoàng Đình Ái dẫn quân đi đánh dẹp. Tả phủ Nguyễn Cảnh Kiên làm tiên phong dẫn hai con là Cảnh Đại và Cảnh Hà tới sông Bạt Kiều bắc cầu phao tiến quân qua địa giới Thanh Lâm. Quân Lê theo các hướng mà tiến đuổi quân Mạc đến huyện Kim Thành, đốt phá hết doanh trại. Quân Mạc do các tướng Triều Lộc, Phú Ninh chỉ huy tan rã hết, Mạc Kiến Thống chạy thoát. Quân Lê thu được 50 chiến thuyền, vũ khí nhiều vô kể.
Tháng 8 năm 1601, Các quan đón Kính Tông Huệ Hoàng đế về Thăng Long. Triều đình định công, xuống chiếu ban thưởng cho các quan văn võ. Cảnh Kiên xông pha trận mạc, nhiều công tích được gia phong: Hiệp mưu công thần Đặc tiến phụ quốc thượng tướng quân Đô đốc phủ Tả Đô đốc, tri Thái y viên chưởng viện sự, kiêm Tế sinh đường sứ, Thiếu bảo Thư quận công.
Tháng 8 năm 1615, Thiếu bảo Thư quận công Nguyễn Cảnh Kiên cùng với Hình Bộ Thượng thư kiêm Đông các học sĩ Mỹ Khê hầu Nguyễn Lễ đón tiếp sứ thần Phùng Khắc Khoan đi sứ nhà Minh trở về.
Tháng 2 năm 1618, Mạc Kính Khoan cháu Mạc Kính Cung xưng vương ở Vũ Nhai, Thái Nguyên, quân lính vào ra cướp phá. Thái phó Thanh quận công Trịnh Tráng đem thuộc tướng là Thư Quận công Nguyễn Cảnh Kiên, Lễ Quận công Nguyễn Văn Giao, Bạt Quận công (không rõ tên), Hữu Quận công Tạ Thế Phúc, Đặng Quận công Nguyễn Khải, Phụ Quận công Nguyễn Hắc cùng với Đốc thị Lễ Bộ Tả thị lang Phương Lan hầu Nguyễn Thực; lại sai Thái bảo Vạn Quận công Trịnh Xuân đem thuộc tướng là Cống quận công Hoàng Đình Phùng, Luân quận công Trịnh Thúc, Phổ quận công Trịnh Trân, Lãng Quận công Trịnh Liêm cùng với Đốc thị là Phó Đô ngự sử Phương Tuyền bá Nguyễn Duy Thì, chia thành hai đạo tiến quân hợp đánh Khánh Vương họ Mạc. Quân nhà Mạc nghe tin, đều trốn xa. Thái phó Thanh quận công Trịnh Tráng mật sai Phú Lộc hầu (không rõ tên) chém được Lập Quận công nhà Mạc.
Năm 1619, do tuổi cao, nhiều lần vâng mệnh đi đánh dẹp ở các đạo cảm nhiều sương gió, sức lực ông suy giảm cuối cùng bị ốm nặng. Hoàng thượng sai Trung sứ mang sắc dụ cùng năm trăm quan tiền ban cấp cho ông chữa bệnh sau đó còn nhiều lần cho người đến thăm hỏi. Ngày 4/8/1619 ông mất ở chính tẩm thọ 67 tuổi. Hoàng thượng nghe tin ra lệnh bãi chầu 3 ngày, sai quan Bộ Lễ mang vật cúng cùng hai chiếc hốt bằng vàng và ba ngàn quan tiền cổ đến viếng, đồng thời gia phong cho ông là Hiệp mưu Dương vũ uy dũng Dực vận tán trị công thần, Đặc tiến Phụ quốc Thượng tướng quân Nam quốc Đô đốc phủ Tả Đô đốc, Thự phủ sự Tri Thái y viện chưởng viện sự, Thiếu phó, Tả Tư Không, Thư Quận công sai binh lính thủy bộ cùng mười lăm chiếc thuyền chiến đưa linh cữu về bản quán, an táng tại xứ Mô Sơn, thôn Cẩm Hoa Thượng, xã Đô Lương, huyện Nam Đường (nay là xã Tràng Sơn huyện Đô Lương tỉnh Nghệ An)
Về sau ông được phong thêm là Mặc tướng hồng đồ, Thái Bảo
Hiện nay ông được phối thờ cùng đền thờ cha là Nguyễn Cảnh Hoan tại xã Tràng Sơn, huyện Đô Lương, tỉnh Nghệ An

## Gia quyến
Sau khi ông mất con cháu tiếp tục nối nghiệp làm tướng trong triều Hậu Lê. Ông có bốn con trai đều làm tướng cùng triều và hai người con gái:
- Nguyễn Cảnh Đại[3]: Thự vệ sự, Dương Nghĩa hầu.
- Nguyễn Cảnh Hà: Thiếu phó, Tả Tư Mã, Thắng Quận công, Phò mã.
- Nguyễn Cảnh Cống: Tham đốc, Đô Úy, Lỵ Quận công, Phò mã
- Nguyễn Cảnh Ất: Hiển Nghĩa hầu.
- Nguyễn Thị Ngọc (hiệu Nhất Nương) chồng là Uy lộc hầu.
- Nguyễn Thị Ngọc Quý.

Do có nhiều công lao, hai con trai ông là Thiếu phó, Tả Tư mã, Đô úy, Thắng quận công Nguyễn Cảnh Hà và Tham đốc, Đô úy, Lỵ quận công Nguyễn Cảnh Cống được Bình An vương Trịnh Tùng gả con gái.